# マッドボール
マッドボール（Madball）は、アメリカ合衆国のハードコア・パンクバンド。
ニューヨーク・ハードコアの代表的グループの一つ。

## 略歴
1980年代半ばに、アグノスティック・フロントのボーカリストであるロジャー・ミレット、ロジャー・ミレットの弟フレディー・クリシアン、アグノスティック・フロントのギタリストであるヴィニー・スティグマにより、アグノスティック・フロントのサイドプロジェクトとして活動を始める。
1988年に、フレディー・クリシエン (Vo) 、ヴィニー・スティグマ (G) 、ウィル・シェプラー (Dr) 、ロジャー・ミレット (B) のラインナップで、バンドとして結成。1989年に1stアルバム『Ball Of Destruction』、1992年に2ndシングル『Droppin' Many Suckers』をリリースすることで知名度を上げていく。
1994年にロードランナーと契約し、1stアルバム『セット・イット・オフ - Set It Off - 』をリリース。1996年には、2ndアルバム『デモンストレイティング・マイ・スタイル - Demonstrating My Style - 』をリリースする。
1998年に3rdアルバム『ルック・マイ・ウェイ - Look My Way - 』、2000年には4thアルバム『ホールド・イット・ダウン - Hold It Down - 』をリリースするも、バンドの中心メンバーであるフレディーが発砲事件の容疑者として逮捕され、2001年に一旦解散。翌2002年末より活動を再開する。
以降は、2005年に5thアルバム『レガシー - Legacy - 』、2007年に6thアルバム『Infiltrate The System』、2010年に7thアルバム『Empire』、2014年に8thアルバム『Hardcore Lives』と、コンスタントに作品をリリース。
2017年、長年の中心メンバーだったミッツが脱退。新メンバーは補充せず、翌2018年に9thアルバム『For the Cause』を発表した。

## メンバー

### 現在ラインナップ
- フレディ・クリシアン (Freddy Cricien) - ボーカル (1988– )
- ブレンダン・ポーレイ (Brendan Porray) - ベース (2023– )
- マイク・ジャスティアン (Mike Justian) - ドラムス (2011– )

サポート
- ドミニク・スタメン (Dominik Stammen) - ギター (2018– )

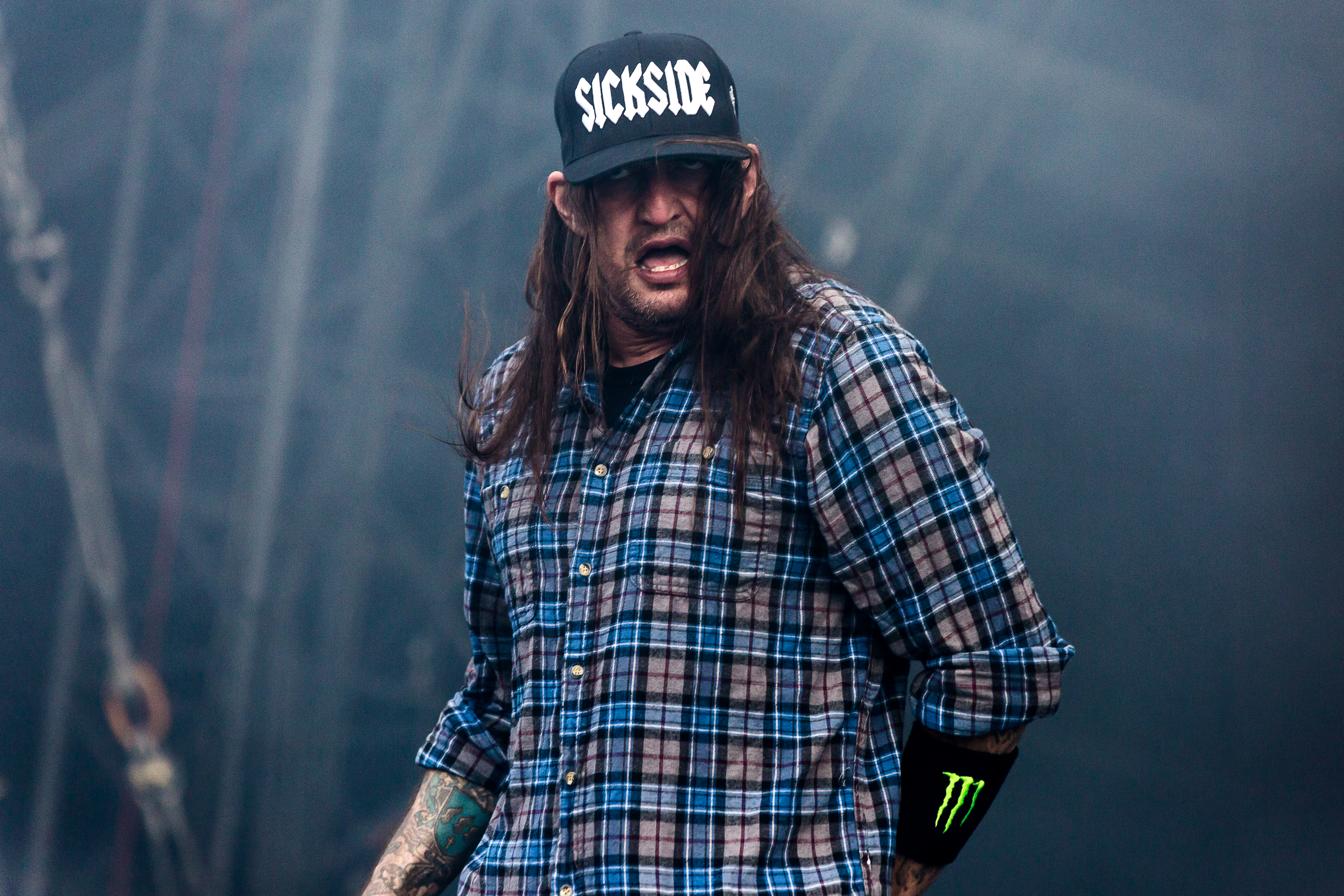
フレディ・クリシアン(Vo) 2018年
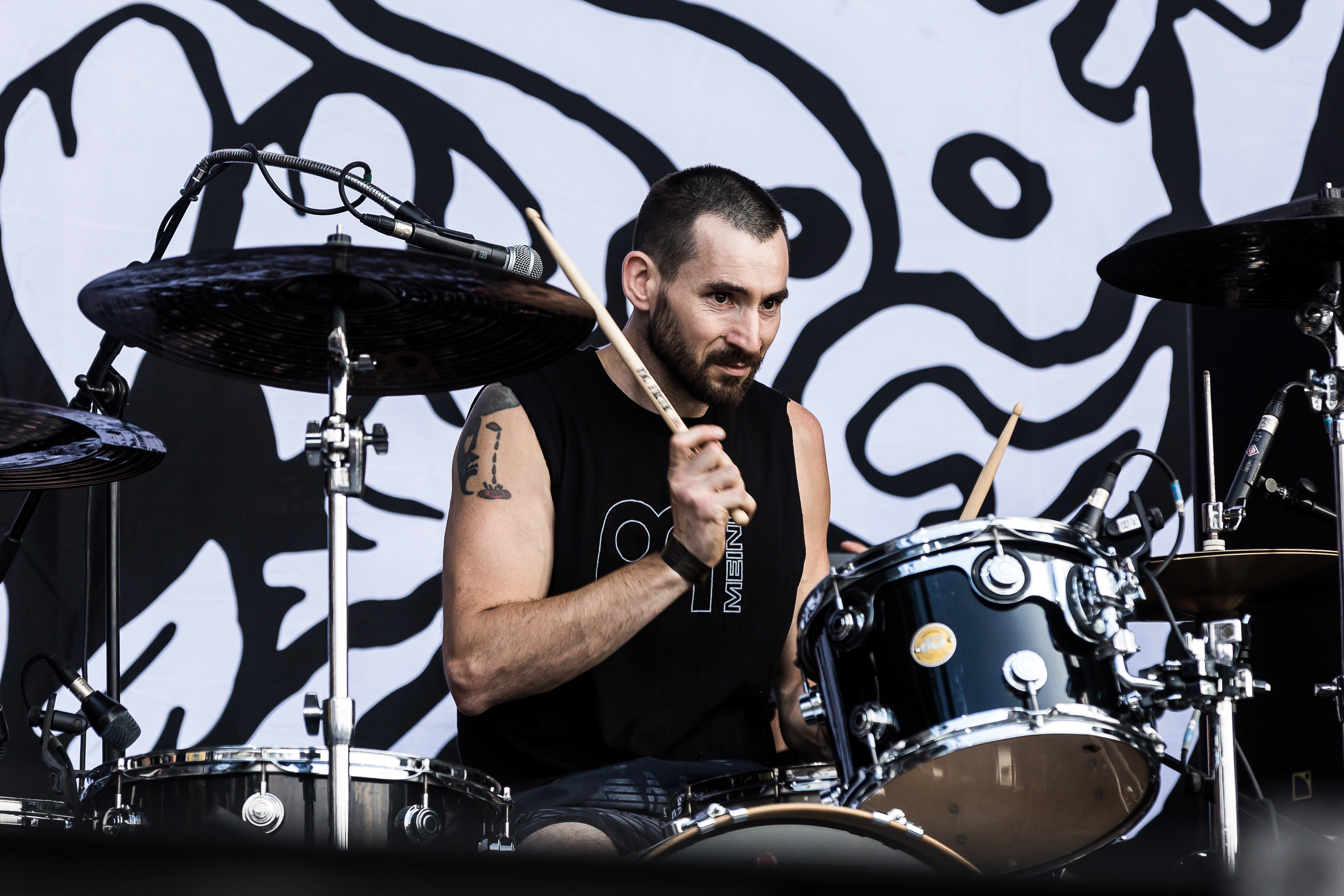
マイク・ジャスティアン(Dr) 2018年

### 旧メンバー
- ロジャー・ミレット (Roger Miret) - ベース (1988–1993)
- ヴィニー・スティグマ (Vinnie Stigma) - ギター (1988–1997)
- マット・ヘンダーソン (Matt Henderson) - ギター (1988 - 2000)
- ウィル・シェプラー (Will Shepler) - ドラムス (1988 - 1997)
- ジョン・ラファタ (John Lafatta) - ドラムス (1997 - 2000)
- ロバート・ロザリオ (Rob Rosario) - ギター (2000–2001)
- ダレン・モーゲンサーラー (Darren Morgenthaler) - ドラムス (2000–2001)
- ブライアン "ミッツ" ダニエルズ (Brian "Mitts" Daniels) - ギター (2001–2017)
- リッグ・ロス (Rigg Ross) - ドラムス (2002–2008)
- ジェイ・ウェインバーグ (Jay Weinberg) - ドラムス (2010)
- ホヤ (Hoya Roc) - ベース (1993–2001、2002–2023)

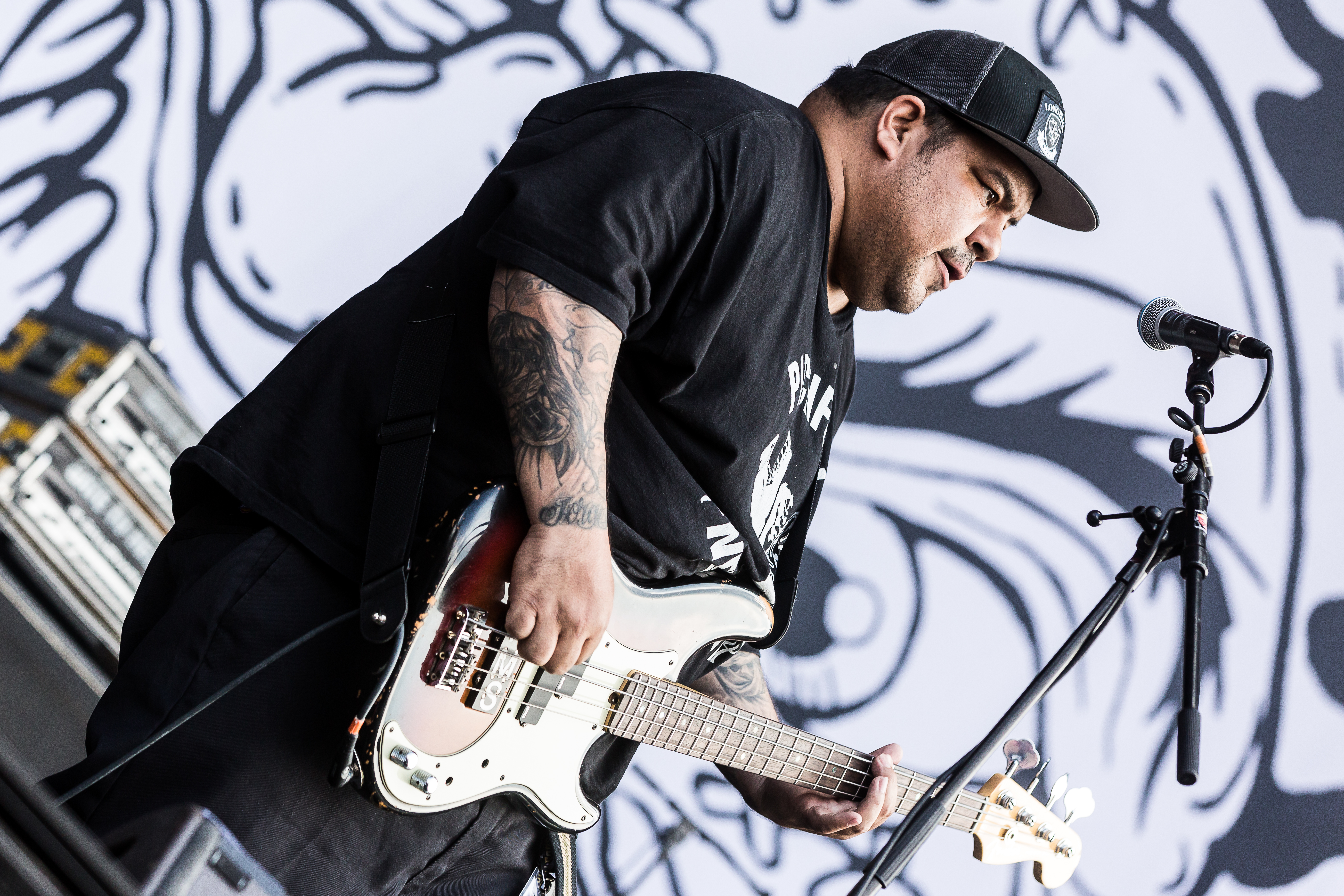
ホヤ(B) 2018年

## ディスコグラフィ

### アルバム
- Set It Off (1994)
- Demonstrating My Style (1996)
- Look My Way (1998)
- Hold It Down (2000)
- Legacy (2005)
- Infiltrate The System (2007)
- Empire (2010)
- Hardcore Lives (2014)
- For the Cause (2018)

### EPs
- Ball of Destruction (1989/1992)
- Droppin' Many Suckers (1992)
- N.Y.H.C. EP (2004)
- Rebellion (2012)

### コンピレーション
- The Best Of Madball (2003)